# Robert Maguire
Robert A. Maguire ou R. A. Maguire, né le 3 août 1921 et décédé le 26 février 2005, 
est un illustrateur américain.

## Biographie
Robert Maguire a produit plus de 600 œuvres à partir des Années 1950.

## Liste non exhaustive de ses œuvres

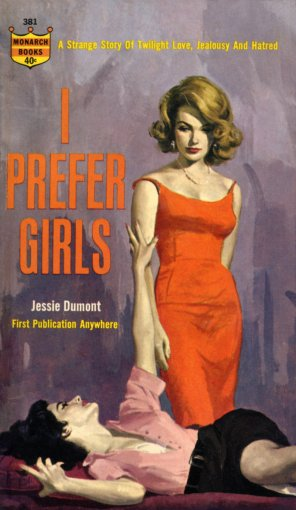
I Prefer Girls par Jessie Dumont, illustration de Robert Maguire, 1963

- 1950 : The Eight Of Swords par John Dickson Carr
- 1951 : Tomboy par Hal Ellson
- 1952 : House of Fury par Felice Swados
- 1954 : The Damned Lovely par Jack Webb
- 1955 : The Bleeding Scissors par Bruno Fisscher
- 1956 : April Evil par John D. MacDonald
- 1956 : One Tear for my Grave par Mike Roscoe
- 1957 : Aphrodite Pagan Goddess of Love par Pierre Louÿs
- 1957 : Swords For Charlemagne par Mario Pei (en)
- 1957 : The Last Days of Sodom And Gomorrah par Paul Ilton
- 1958 : Ah King par W. Somerset Maugham
- 1958 : Black Opium par Claude Farrère
- 1958 : The Strange Path par Gale Wilhelm (Lesbian pulp fiction)
- 1959 : Fare Prey par Laine Fisher
- 1960 : Cage Me a Peacock par Noel Langley
- 1960 : Female Convict par Vincent G. Burns
- 1960 : Honey West par G.G. Fickling
- 1960 : Man Bait par Jack Liston
- 1961 : Bedeviled par Wenzell Brown
- 1962 : Perfume and Pain par Kimberly Kemp (Lesbian pulp fiction)
- 1962 : TV Tramps par Walter Dyer
- 1963 : I Prefer Girls par Jessie Dumont (Lesbian pulp fiction)
- 1963 : Wild to Possess par Gil Brewer
- 1983 : Escapade au Mexique (« Separate Cabins ») par Janet Dailey (romance contemporaine)

## Illustrations

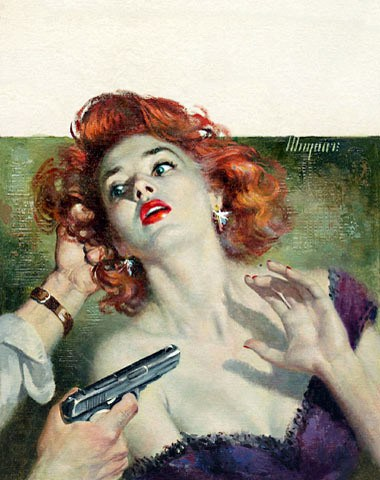
Slice Of Hell, 1955
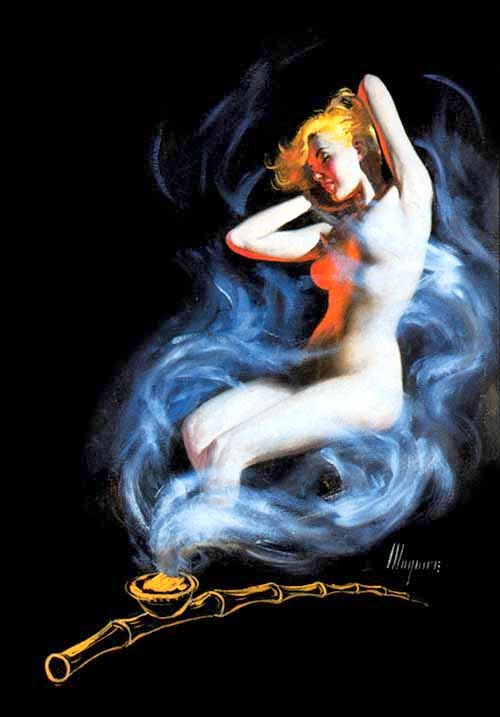
Black Opium, 1958
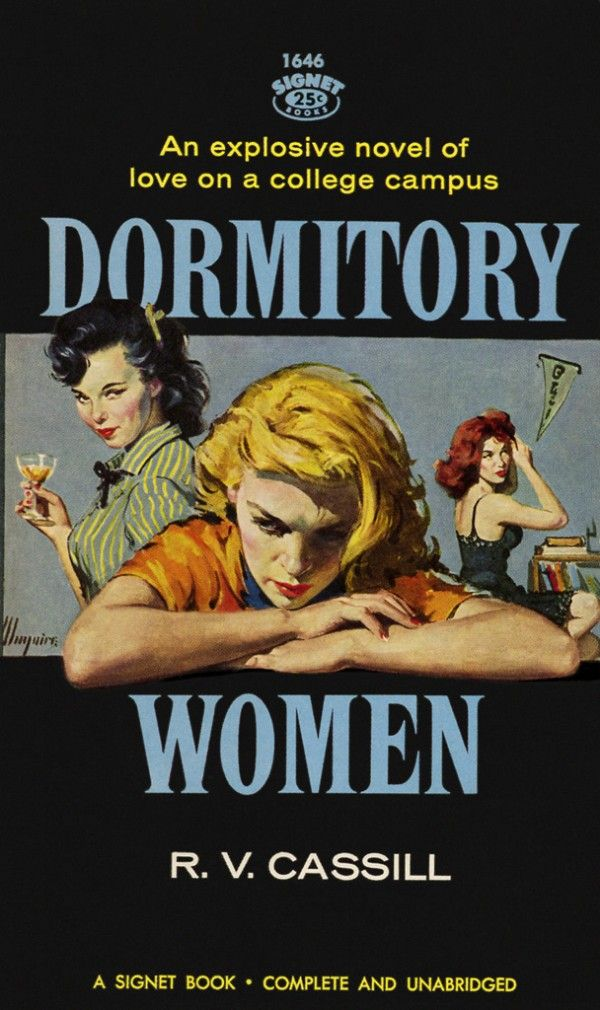
Dormitory Women, 1959
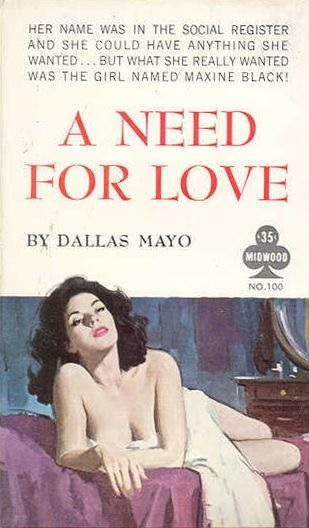
A Need For Love, 1961
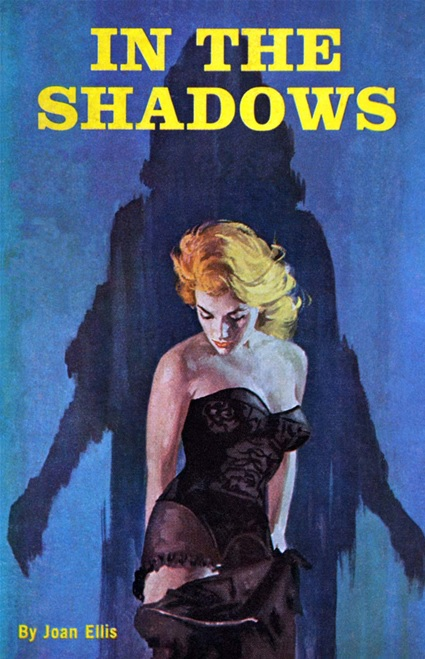
In The Shadows, 1962